# Mugera
Mugera är ett vattendrag i Burundi.   Det ligger i provinsen Ruyigi, i den centrala delen av landet, 120 kilometer öster om huvudstaden Bujumbura.
Omgivningarna runt Mugera är en mosaik av jordbruksmark och naturlig växtlighet. Runt Mugera är det ganska tätbefolkat, med 134 invånare per kvadratkilometer.